# Comté d'Orange (Indiana)
Pour les articles homonymes, voir Comté d'Orange.
Le comté d'Orange (anglais : Orange County) est un comté de l'État de l'Indiana, aux États-Unis.

## Démographie

Pyramide démographique du comté (2000).

## Comtés voisins
- Comté de Lawrence (au nord)
- Comté de Washington (à l'est)
- Comté de Crawford (au sud)
- Comté de Dubois (au sud-ouest)
- Comté de Martin (au nord-ouest)

## Villes
- French Lick
- Orleans
- Paoli
- West Baden Springs